# Phil McGraw

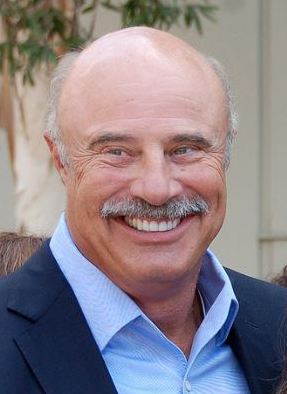
Phil McGraw (2013)

Phillip Calvin McGraw (* 1. September 1950 in Vinita, Oklahoma), häufig Dr. Phil genannt, ist ein US-amerikanischer Psychologe und Fernsehmoderator.

## Leben
McGraw besuchte die Shawnee Mission North High School in Overland Park, studierte an der Midwestern State University Psychologie und schloss dort 1975 mit dem B.A. ab. Anschließend wechselte er für weitere Studien zur University of North Texas, wo er zunächst einen Master in Experimenteller Psychologie und dann den Doktorgrad in Klinischer Psychologie erwarb.
1990 mitgründete McGraw ein Beraterunternehmen, welches Anwälte psychologisch beim Vorgehen in Gerichtsprozessen unterstützt. Die Fernsehmoderatorin Oprah Winfrey engagierte 1996 das Unternehmen bei einer Klage rund um einen Rindfleisch-Skandal und gewann den Prozess zwei Jahre später. McGraw wurde als Gast in ihre Show eingeladen, aufgrund der guten Einschaltquote engagierte sie ihn ab 1998 für wöchentliche Auftritte als Psychologieexperten in ihrer Oprah Winfrey Show.
Aufgrund seines Erfolges startete McGraw im Jahre 2002 eine eigene Fernsehsendung namens „Dr. Phil“ auf CBS – eine Psychologieshow. Die Show wurde in den USA zum großen Erfolg. 2015 (14. Staffel) wurde etwa berichtet, dass Dr. Phil durchschnittlich von 4,4 Millionen Zuschauern verfolgt wird und in den vergangenen 9 Staffeln die zweiterfolgreichste Tagestalkshow nach der Oprah Winfrey Show war. Da die Show eher Unterhaltung als Psychologie darstellt, benötigt er dafür keine Zulassung als Psychologe. 2006 gab er seine Zulassung zurück. Bei der letzten Verlängerung der Show (2018–2023) wurde in den Medien geschätzt, dass McGraw rund 80 Millionen US-Dollar pro Jahr mit der Show verdient.
Im Zusammenhang mit seiner TV-Show sah sich McGraw mehreren Klagen ausgesetzt. So z. B. im Jahr 2008 von der Familie von Britney Spears, die er im Krankenhaus besuchte und zur Teilnahme an einer Sendung bewegen wollte. Der Besuch bei der psychisch erkrankten Spears habe laut deren Pressesprecher mehr Schaden angerichtet als geholfen und diente nur zur Bereicherung der „Dr. Phil“-Sendung. 2022 wandte sich eine Reihe von ehemaligen und aktuellen Angestellten an die Öffentlichkeit und kritisierten eine ihrer Ansicht nach bedrohliche und manipulative Arbeitsatmosphäre, auch gegenüber den Showgästen. Der Showsprecher dementierte die Vorwürfe und verwies auf den großen Erfolg der Show.
Neben seiner Show spielt McGraw ab und an auch Nebenrollen in Kinofilmen wie Scary Movie 4 oder Fernsehserien wie Frasier (Folge 10x21). Aufgrund seiner Bekanntheit ist er in den USA recht häufig Gegenstand von Witz und Parodie, u. a. auch in dem Film Disaster Movie, wo er von John Di Domenico dargestellt wurde. Weiterhin hat McGraw mehrere Bücher, u. a. Beziehungsratgeber, veröffentlicht. Die Fernsehserie Bull mit Michael Weatherly in der Hauptrolle ist an die Karriere von Phil McGraw bei einer Trial-Consulting-Firma angelehnt. McGraw ist in zweiter Ehe seit 1976 mit Robin Jameson verheiratet und hat mit ihr zwei Söhne.
2023 lief die Letzte der 21 Staffeln von Dr. Phil. McGraw wandte sich nun in seiner neuen „Dr. Phil Primetime“-Show (Streaming) politischen Themen zu. Als Begründung für die Themenwahl der Show äußerte er, dass die amerikanischen Werte durch Drogen und Immigration in Gefahr sind. Er interviewte dazu 2024 Benjamin Netanjahu und Donald Trump. Für den Präsidentschaftswahlkampf von Trump trat McGraw als Redner auf.
McGraws Fernsehsender Merit Street Media hat Anfang Juli 2025 Insolvenz angemeldet. Parallel dazu hat McGraw die christlichen Fernsehsender Trinity Broadcasting Network und TCT Ministries verklagt, weil sie angeblich seinem Geschäft geschadet und zu seinen finanziellen Problemen beigetragen haben sollen.